# 牧神の午後 (ロビンズ)
『牧神の午後』（ぼくしんのごご、英: Afternoon of a Faun）は、ジェローム・ロビンズ振付によるバレエ作品である。ドビュッシーの楽曲『牧神の午後への前奏曲』を用い、二人の若いダンサーがリハーサルスタジオで出会う様子を描いている。
本作に影響を与えたのは、ドビュッシーの楽曲の発想源となったマラルメの詩『半獣神の午後』と、ニジンスキーが1912年に発表したバレエ『牧神の午後』、そしてロビンズ自身によるダンサーの観察である。
本作はニューヨーク・シティ・バレエ団に振り付けられ、1953年5月14日、米国のニューヨーク・シティ・センター・オブ・ミュージック&ドラマで初演された。初演者はタナキル・ルクレアとフランシスコ・モンシオンである。以後、様々なバレエ団が上演を重ねている。

## 前史と創作過程
クロード・ドビュッシーの楽曲『牧神の午後への前奏曲』は、半獣神とニンフの遭遇を描いたステファヌ・マラルメの詩『半獣神の午後』から着想された。

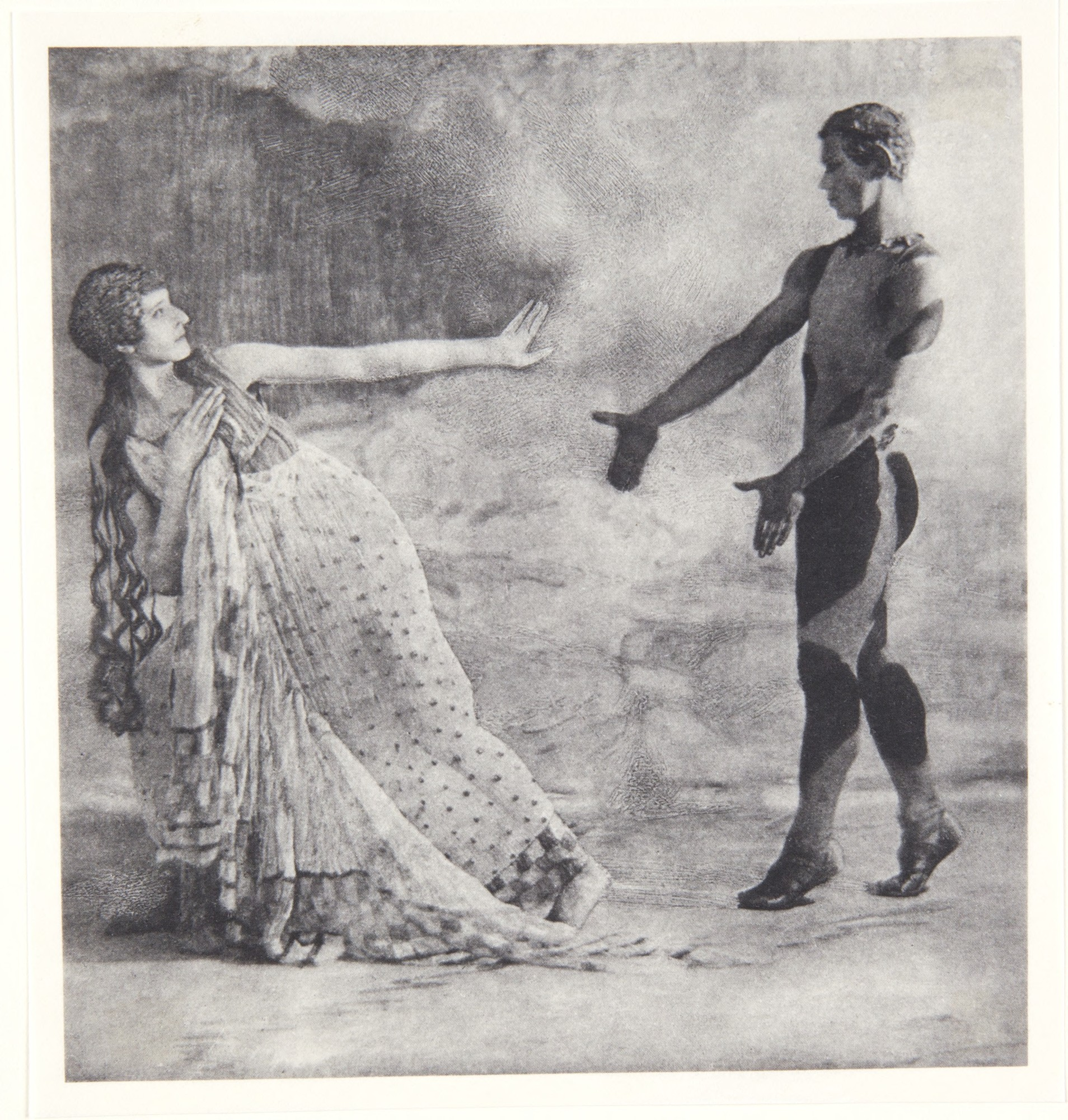
ニジンスキー版『牧神の午後』（1912年）

1912年、ヴァーツラフ・ニジンスキーの振付により、この音楽を用いた最初のバレエ『牧神の午後』が初演されたが、あからさまに性的な作品であったことからスキャンダルとなった。1922年にはカシヤン・ゴレイゾフスキーが、1935年にはセルジュ・リファールが、それぞれ自身の振付を発表している。ジェローム・ロビンズも、1940年に『牧神のPM（PM of a Faun）』と題して、ニジンスキー版のパロディを創作している:47。

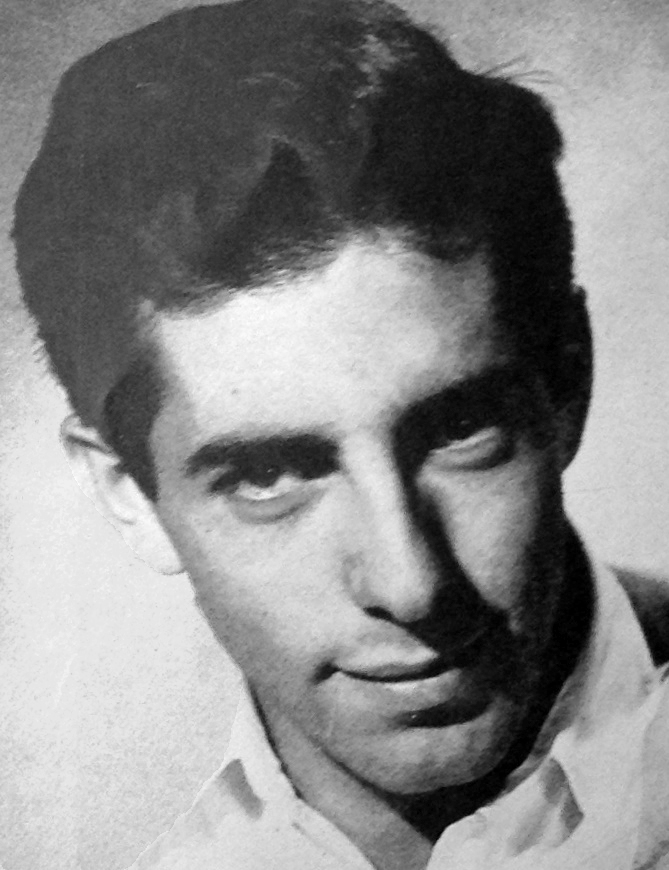
ジェローム・ロビンズ（1951年）

1948年、ロビンズは設立されたばかりのニューヨーク・シティ・バレエ団にダンサー兼振付家として入団した。ロビンズは、1953年のバレエ団の公演にあたり、『牧神の午後への前奏曲』を用いた作品を創ることにした。ロビンズは、ニジンスキーの『牧神の午後』に魅了されていたことに加え、様々なものから着想を得たと語っている。ロビンズによれば、スクール・オブ・アメリカン・バレエの生徒で当時17歳のエドワード・ヴィエラが:221、稽古中に「突然、すごく妙なやり方で体をストレッチしはじめ、あたかも何かを引き出そうとしているかのようだった。自分が何をしているのかわかっていない様子が、まるで動物のようだと思った。それがなんだか頭から離れなくなってしまったんだ」。他にもロビンズは、若い黒人ダンサーのルイス・ジョンソンと女子生徒が、鏡を見ながら『白鳥の湖』のアダージオを稽古している様子を目にし、「二人が、鏡の中で愛のダンスを踊るカップルを見つめながらも、自分たちの体が接近し、そこに性的関心が生じるかもしれないということにまったく無自覚でいる様子に、心を打たれてしまった」という:221。ロビンズは、マラルメの詩の翻訳も読んでいる:223。
ロビンズは本作の舞台を、ニジンスキー版のようなギリシャではなく、ダンススタジオに設定した。ニジンスキー版のニンフは複数人で登場するが、本作ではスタジオの中、若いダンサーが二人きりで出会う:223。 
| 初演者のタナキル・ルクレア（1954年） |  | フランシスコ・モンシオン（英語版）（1947年） |
| 初演者のタナキル・ルクレア（1954年） |  | フランシスコ・モンシオン（1947年）           |

初演の女性役に選ばれたダンサーはタナキル・ルクレアである:222。ロビンズが創作に取り掛かったときには、ルクレアは新婚旅行に出かけているところだった:223。男性役としてロビンズが当初選んだバズ・ミラーは、バレエ団の団員ではなかったが、ミラーとバレエ団創設者のジョージ・バランシンとの間に生じた誤解により、ゲストとして出演することができなくなった:222。ロビンズは、バレエ学校に通っていた黒人ダンサーのルイス・ジョンソンを起用することも考えた。ロビンズの作品『バラード』に出演したこともあったジョンソンは、一度ルクレアと稽古をしたが、キャスティングはされなかった:222。ロビンズの伝記を書いたデボラ・ジョウィットは、ジョンソンが採用されなかったのは、当時白人のみで構成されていたニューヨーク・シティ・バレエ団が、白人と黒人に愛のパ・ド・ドゥを踊らせることを控えたためではないか、と推測しており、別の伝記作家グレッグ・ローレンスも同じ説を述べている:222:211。ジョンソンは後年、自分を役から外したのはバランシンだと思う、なぜならもし自分がこの役を得ていたらバレエ団に居続けることになっただろうから、と述べている:211。ただしジョウィットは、ロビンズは試しにジョンソンに踊らせただけだったかもしれない、とも述べている。ロビンズは最終的に、「動物的な」特性を備えているという理由で、ドミニカ共和国出身のフランシスコ・モンシオンを選んだ:222。
ロビンズは、ダンススタジオの鏡を正面（観客がいる方向）に置くか、それとも観客に対して右側に置くかを決めかねていたが、両方の案を試したうえで前者を採用した。ロビンズは、「ダンサーの意識が袖に向いている方が、観客にとっては見やすい。覗き見ているような感じでね。でも、正面を向いた方がより印象的なものになると思う」と述べている。
ルクレアは、それまで自分が出演したロビンズの作品に比べ、本作は短期間ですぐ完成したと述べている。またルクレアは、ロビンズからの演技に関する指示はほとんどなかったとも語っている。
アイリーン・シャラフがデザインした衣装は、女性は稽古用のチュニック、男性はタイツ姿で上半身は裸というものだった。装置と照明はジーン・ローゼンソールが手掛けた。ロビンズがローゼンソールに、スタジオにいるダンサーを描いたポール・カドムスのデッサンを見せたことから、ローゼンソールは、壁に白いシルクを使うというアイデアを得た:213。
作品の題名は、マラルメとドビュッシーの作品のようなフランス語ではなく、英語で簡潔に『牧神の午後（Afternoon of a Faun）』とされた:222。

## 振付と作品解釈
本作の舞台は、夏の昼間のダンススタジオである。男が床に転がって寝ていると、女が入ってきてバーでウォーミングアップを始める。やがて二人は、お互いを鏡越しに見つめながら一緒に踊り出す（実際には観客を見つめることになる）。最後に、男が女の頬にキスすると、女は去り、男が再び眠りに落ちて幕となる。
作家のアマンダ・ヴァイルは、本作について「派手なステップや複雑なリフトを意図的に排しており、簡潔かつ詩的である」と評している :222–223。初演者のモンシオンは「この作品に出てくる身振りはマラルメの牧神を思い起こさせる。蒸し暑い午後に葦を掻き分けるといったような」と、本作の振付が『半獣神の午後』の詩を参考にしていることを述べている。またルクレアによれば、本作の振付には、ルクレア本人の自然な身振りが数多く取り入れられたという:212。
舞踊史家のナンシー・レイノルズによれば、様々なバレリーナが本作の女性役に異なる解釈を与えており、「非常に写実的に、誇張なく演じる」者もいれば「完全に、不気味なほど現実離れした」者もいる。ルクレアは、自分の解釈は「現実離れした」方だと述べている。ロビンズはこの役について「私が思うには、この少女は髪を洗ったばかりで、新しいトウシューズと、新品の清潔な稽古着を身に付け、身支度と練習をしようとスタジオに入ってきたのだ」と述べている:222。モンシオンによれば、ルクレアが演じたこの役は、後世の解釈に見られるような「あどけない少女では決してなかった」。
また、本作はダンサーのナルシシズムを描いた作品としても解釈されてきたが、ロビンズは「二人にとって鏡は仕事道具」だとして、この解釈に異を唱えた:212。様々な解釈があるものの、一般的には、ルクレアとモンシオンの踊りが最もロビンズの考えに近いとみなされている:255。

## 上演史
1953年5月14日、ニューヨーク・シティ・センター・オブ・ミュージック&ドラマで『牧神の午後』が初演された。本作は今日に至るまで、ニューヨーク・シティ・バレエ団の代表的なレパートリーである。
1958年から1961年までの間、ロビンズのバレエ団「バレエUSA」が米国国務省の後援を受けて行ったツアーにおいて『牧神の午後』が上演された。このツアーでは、黒人ダンサーのジョン・ジョーンズが、白人女性ダンサーのウィルマ・カーリーと、後には同じく白人女性のケイ・マッツォと共に出演した。
1970年代以降、本作は他のバレエ団でも上演されている。
- 英国ロイヤル・バレエ団（1971年[9] 、アントワネット・シブリーとアンソニー・ダウエルが初演[6]:398）
- オーストラリア・バレエ団（1978年、マリリン・ロウェ（英語版）とゲイリー・ノーマンが初演[10]）
- ノルウェー国立バレエ団（英語版）（1991年初演[9]）
- ボリショイ・バレエ団（2000年初演[9]）
- サンフランシスコ・バレエ団（英語版）（2006年初演[9]）

このほか、パリ・オペラ座バレエ、アメリカン・バレエ・シアター、デンマーク王立バレエ、スカラ座バレエ団、カナダ国立バレエ団、ダンス・シアター・オブ・ハーレムなどが本作を上演している。また、ロビンズはダンサーのワレリー・パノフに対し、著作権使用料を支払わずに本作を上演することを許可した。

## 映像
ルクレアとモンシオンによる『牧神の午後』の映像は、アマチュアが横から撮影した無音の白黒フィルムしか残されていないが:225、カナダ放送協会がルクレアとジャック・ダンボワーズの出演する映像を撮影している:226, 294。
1980年、NBCの番組「ライブ・フロム・スタジオ8H」で、パトリシア・マクブライドとイブ・アンダーセンによる『牧神の午後』が、他のロビンズ作品と共に放映された:439
2016年には、英国ロイヤル・バレエ団のDVDに、サラ・ラムとワディム・ムンタギロフによる本作の上演が収録された。
2020年、ニューヨーク・シティ・バレエ団は、新型コロナウイルス感染症の影響で中止となった公演の代わりに「デジタル・スプリング・シーズン」を開催し、スターリング・ヒルティンとジョセフ・ゴードンが2018年に演じた『牧神の午後』のアーカイブ映像を配信した。